# Palazzo Cellammare (Nápoly)
A Palazzo Cellamare egyike a legszebb 16. századi nápolyi reneszánsz épületeknek. A Vomero dombhoz támaszkodik, szabálytalan elrendezésű.

## Története
Az eredeti épületet Giovanni Francesco Carafa herceg építtette, majd a 18. században átkerült Antonio Giudice, Cellamare hercegének tulajdonába. Barokk díszítését a 18. század elején kapta. Sok elegáns ünnepség színhelye volt. A 18. század végén - 19. század elején művészek lakták (például Angelica Kauffmann, a királyi család arcképfestője), majd ide gyűjtötték a környék szerzetestemplomaiból a képeket a király számára. 

## Leírása
A portál Ferdinando Fuga alkotása. Külön figyelmet érdemel két belső udvar, melyeket szobrok, szőkőkutak valamint a kettős lépcsőház díszít. A belső kialakítás és díszítés megőrizte eredeti formáját, annak ellenére, hogy jelenleg magánlakosztályok működnek benne. A freskók Pietro Bardellino, Giacinto Diano, Alessandro és Fedele Fischetti művei. Nehézkes és óriás méretű kapuja a lejtős oldal elején nyílik. Parkját egy 16. századi reneszánsz díszkút díszíti.